# Камен (Сплит)
Камен је насељено место у саставу града Сплита, Сплитско-далматинска жупанија, Република Хрватска.

## Географски положај
Налази се источно од града Сплита, у Далмацији, западно од Жрновнице и истоимене реке, југоисточно од Солина, Мравинаца и Кучина, а северно од Стобреча.
У ширем смислу, део је града Сплита, јер га тако одређује сплитски статут.

## Историја
До територијалне реорганизације у Хрватској налазио се у саставу старе општине Сплит.

## Становништво
На попису становништва 2011. године, Камен је имао 1.769 становника.
| Број становника по пописима | Број становника по пописима | Број становника по пописима | Број становника по пописима | Број становника по пописима | Број становника по пописима | Број становника по пописима | Број становника по пописима | Број становника по пописима | Број становника по пописима | Број становника по пописима | Број становника по пописима | Број становника по пописима | Број становника по пописима | Број становника по пописима | Број становника по пописима |
| --------------------------- | --------------------------- | --------------------------- | --------------------------- | --------------------------- | --------------------------- | --------------------------- | --------------------------- | --------------------------- | --------------------------- | --------------------------- | --------------------------- | --------------------------- | --------------------------- | --------------------------- | --------------------------- |
| 1857.                       | 1869.                       | 1880.                       | 1890.                       | 1900.                       | 1910.                       | 1921.                       | 1931.                       | 1948.                       | 1953.                       | 1961.                       | 1971.                       | 1981.                       | 1991.                       | 2001.                       | 2011.                       |
| 94                          | 94                          | 90                          | 93                          | 119                         | 158                         | 155                         | 165                         | 240                         | 255                         | 285                         | 372                         | 657                         | 1.462                       | 2.184                       | 1.769                       |

Напомена: У 1991. повећан је за део подручја насеља Сплит у којем је и садржан део података од 1857. до 1981.

### Попис 1991.
На попису становништва 1991. године, насељено место Камен је имало 1.462 становника, следећег националног састава:
| Попис 1991.‍   | Попис 1991.‍  | Попис 1991.‍ | Попис 1991.‍ | Попис 1991.‍ |
| ------------- | ------------ | ----------- | ----------- | ----------- |
|               |              |             |             |             |
| Хрвати        | Хрвати       |             | 1.375       | 94,04%      |
| Срби          | Срби         |             | 16          | 1,09%       |
| Муслимани     | Муслимани    |             | 15          | 1,02%       |
| Албанци       | Албанци      |             | 14          | 0,95%       |
| Југословени   | Југословени  |             | 9           | 0,61%       |
| Словенци      | Словенци     |             | 4           | 0,27%       |
| Црногорци     | Црногорци    |             | 3           | 0,20%       |
| Македонци     | Македонци    |             | 2           | 0,13%       |
| Мађари        | Мађари       |             | 1           | 0,06%       |
| Немци         | Немци        |             | 1           | 0,06%       |
| неопредељени  | неопредељени |             | 8           | 0,54%       |
| регион. опр.  | регион. опр. |             | 1           | 0,06%       |
| непознато     | непознато    |             | 13          | 0,88%       |
| укупно: 1.462 |              |             |             |             |